# Bodong-Tradition
| Tibetische Bezeichnung            |
| --------------------------------- |
| Tibetische Schrift: བོ་དོང་པ        |
| Wylie-Transliteration: bo dong pa |
| Andere Schreibweisen: Bodongpa    |
| Chinesische Bezeichnung           |
| Vereinfacht: 珀东派; 博东派       |
| Pinyin:Podong pai; Bodong pai     |

Kalachakra-Mantra

Die Bodong-Tradition, tibetisch Bodongpa (tib.: bo dong pa), bezeichnet eine Unterschule der Sakya-Tradition des tibetischen Buddhismus. Die Sakya-Tradition gehört zu den vier großen buddhistischen Traditionen (Nyingma, Kagyü, Sakya und Gelug) in Tibet.
Das erste Kloster, das Bodong-Kloster, wurde 1049 von Kadampa Geshe Mudra Chenpo (bka' dams pa dge bshes mu tra chen po) gegründet. Der bekannteste Gelehrte der Bodong-Tradition war Bodong Penchen Chögle Namgyel (bo dong paN chen phyogs las rnam rgyal; 1376–1451). Er war Meister 23 buddhistischer Wissensgebiete, darunter die fünf traditionellen Wissenschaften Vinaya, Sutra, Abhidharma, Prajnaparamita und Logik, des Weiteren Meister der Mahayana-Shastras, Tantras und tantrischer Künste. Er bewahrte die Überlieferungen von Sakya Pandita und der Kalachakra-Linie. Zu seiner Zeit waren diese Traditionen sehr gefragt, er soll an mehr als 10.000 Schüler Belehrungen gegeben haben. Heutzutage ist diese Linie jedoch nicht mehr weit verbreitet. Eine bekannte Trülku-Linie der Bodong-Tradition ist die der Samding Dorje Phagmos.